# Encyocrypta eneseff
Encyocrypta eneseff là một loài nhện trong họ Barychelidae. Loài này phân bố ờ Nouvelle-Calédonie.